# Século de Ouro Valenciano
O Século de Ouro Valenciano, ou século de ouro das letras valencianas (Segle d'Or Valencià em língua valenciana), corresponde a um período histórico que abarca praticamente todo o século XV. Considerado um movimento cultural relevante, abarca todas as ciências da época, reunindo as melhores obras literárias em valenciano escritas no reino de Valência. A maior parte dos escritores espanhóis desta época eram valencianos, e escreveram em valenciano. 
Este grande ressurgimento do reino de Valência chegou ao seu fim com o descobrimento da América, em 1492, pois a coroa de Aragão e a coroa de Castela passaram a aplicar todos os seus recursos nessa grande empresa. Outro importante fator para decadência da literatura valenciana foi a inquisição, que ocasionou a fuga de um grande número de intelectuais, comerciantes e ourives do reino de Valência.

## Situação Sociopolítica
Para compreender este movimento, é fundamental entender seu contexto. Embora qualquer movimento cultural possa nascer de uma mudança, ele necessita de certa estabilidade para o seu crescimento.
Primeiramente, se destaca que, nestas terras, já havia uma herança cultural, vinda de outra cultura, a árabe. No Taifa de Valência, foi introduzido, pela primeira vez no mundo ocidental, o papel, assim como uma multiplicidade de ciências. Também foi traduzida uma grande variedade de textos, da língua árabe, das línguas românicas, e do idioma hebreu.
Após a morte de Martim I de Aragão, e com a ausência de um sucessor direto, seguem-se alguns anos de instabilidade. Valência, naquele momento, desfrutava de identidade própria e era administrada por autoridades públicas, juízes, e tribunais, antepondo-se estes aos direitos de senhores e nobres.
Os nobres aragoneses e senhores catalães viram a possibilidade de estender sua autoridade e ampliar seu domínio pessoal, revogando os direitos obtidos pelo povo valenciano e estabelecidos desde Jaime I de Aragão. Com o Compromisso de Caspe (1412), houve um período de entendimento entre as partes, e foi eleito, como sucessor, Fernando I de Aragão, da Casa de Tratámara; esta casa se distinguiu por seu vínculo com a burguesia, limitando o poder dos nobres. Com o reinado de Afonso, o Magnânimo (1416-1458), a coroa de Aragão faz as pazes com a coroa de Castela e começa uma política exterior expansiva pelo Mediterrâneo.
Cabe, também, destacar a convivência de diferentes culturas, criando correntes humanistas influentes; muitas das ideias humanistas se estenderam pela Itália e Europa, assim como os êxitos militares obtidos pela coroa de Aragão.

## Acontecimentos Relevantes
Ocorreu, em Valência, a impressão do primeiro livro escrito em catalão, na Espanha, gerando um grande impulso de novas obras escritas. Este livro foi intitulado Obres o trobes en lahors de la Verge Maria, e impresso no ano de 1474.

## Personalidades Ilustres

### Escritores
- Jordi de Sant Jordi (13??-c. 1424), que seguiu o estilo trovadoresco.
- Ausiàs March (c. 1397-1459), mestre na análise introspectiva do homem renascentista.
- Joanot Martorell, autor de Tirante o Branco (Tirant lo Blanch).
- Joan Roís de Corella (1433/43-1497), que brilha com um humanismo erudito.
- Jaume Roig (ca. 1400-1478), autor de Espill ou Llibre de les Dones, e pertencente à escola satírica valenciana.
- Sor Isabel de Villena (1430-1490), de uma pena intimista e terna.

### Pintura e Escultura
Na pintura e escultura, é possível sentir as tendências flamengas e italianas em artistas como:
- Lluís Dalmau
- Gonçal Peris
- Damián Forment

Esse século, entre a Idade Média e Renascimento, foi revitalizado por suas relações estreitas com os italianos: Afonso V, o Magnânimo, se instala em Nápoles, onde mantém uma corte brilhante até sua morte em 1458. Seu filho Fernando I o sucede em Nápoles com o mesmo brilho.